# Европрайд

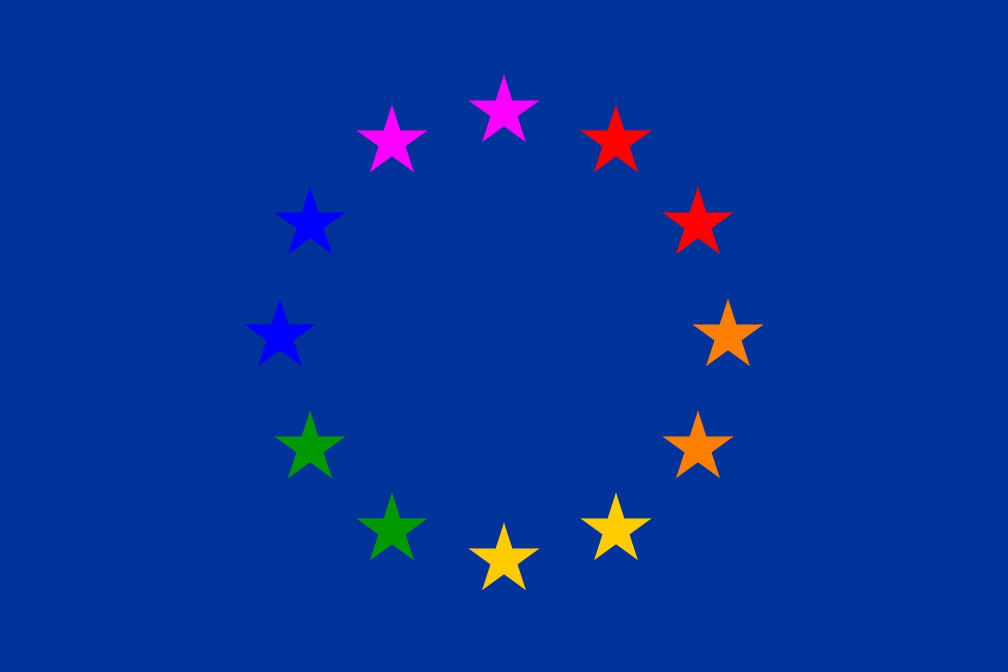
Флаг Европрайда

Европрайд — европейское международное мероприятие, ежегодно проводимое в разных городах Европы на основе концепции гей-прайда.
Во время проведения Европрайда, обычно длящегося до двух недель, проходят многочисленные спортивные и художественные мероприятия, концерты, различные клубные вечеринки, дни памяти жертв СПИДа. Завершается Европрайд традиционным двухдневным прайд-парадом.

## История

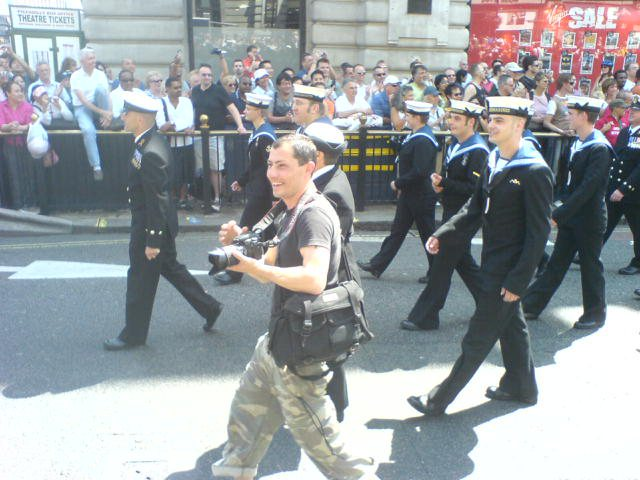
ВМФ Великобритании на Европрайде-2006

Первый Европрайд прошёл в Лондоне в 1992 году. По разным оценкам на нём присутствовало более 100 000 человек. В следующем году фестиваль принимал Берлин, а через год — Амстердам. К тому времени Европрайд превратился в настоящую финансовую катастрофу с общим долгом около 450 тысяч евро. Когда в 1996 году Европрайд приехал в Копенгаген, он пользовался огромной поддержкой мэрии города. В итоге его организаторам удалось добиться финансового профицита.
Европрайд в Париже прошёл в 1997 году. Фестиваль имел огромное количество спонсоров и был крайне успешным. Его участниками стали более 300 000 человек. Стокгольм принимал Европрайд в 1998 году, а в 1999 году принимающим городом вновь должен был стать Лондон. Однако фестиваль был отменен из-за того, что его организаторы обанкротились.
В 2000 году взамен Европрайда попытались организовать «Всемирный прайд-парад». Мероприятие состоялось в Риме и было хорошо воспринято геями и лесбиянками со всего мира. Первоначально, имея серьёзную поддержку со стороны мэрии Рима, организаторы столкнулись с серьёзным давлением со стороны Ватикана, который готовился к 2000-летию Римско-католической церкви.
В 2001 году Европрайд состоялся в Вене и привлек большое число участников из стран Центральной и Восточной Европы. В 2002 году в Кёльне состоялся крупнейший Европрайд, в котором участвовали по разным оценкам более миллиона человек. В 2003 году Европрайд прошёл в Манчестере, в 2004 году — в Гамбурге, в 2005 году — в Осло (его почётным гостем был Иэн Маккеллен).
В 2006 году в Лондоне был организован двухнедельный фестиваль, кульминацией которого стал парад на Оксфорд-стрит, одной из самых оживленных улиц города. Впервые за всю историю Европрайда он проводился в центре города. В параде приняли участие мэр Лондона Кен Ливингстон, консерватор Алан Дункан, активист Питер Тэтчелл, и первый трансгендерный депутат Европарламента — итальянец Владимир Луксурия. После парада в трёх районах Лондона прошли мероприятия: митинг на Трафальгарской площади, а также гуляния в Лестере и Сохо.
В 2007 году в Мадриде состоялся Европрайд, приуроченый к принятию поправок в испанское законодательство. В нём приняло участие более 1,2 миллиона человек. Впервые финансирование мероприятия было произведено не на частные деньги, а из средств города.
В 2008 году после десятилетнего перерыва Европрайд вновь прошёл в Стокгольме.
Со 2 мая по 7 июня 2009 года в Цюрихе состоялся первый месячный Европрайд, кульминацией которого стал прайд-парад через центр Цюриха.
В 2010 Европрайд прошёл в Варшаве и стал первым ЛГБТ-мероприятием, состоявшимся в бывшей коммунистической стране. Организаторы подготовили различные мероприятия, основной целью которых являлось привлечение внимания к проблеме легализации однополых гражданских партнерств в стране..
В 2011 году Европрайд вновь прошёл в Риме. На церемонии закрытия фестиваля выступила гей-икона Леди Гага.

## Всемирный прайд-парад
Специальной комиссией было решено, что если город-кандидат на проведение Всемирного прайд-парад находится в Европе, то парад автоматически становится Европрайдом.
Первый Всемирный прайд-парад совпал с Европрайдом в Риме, однако второй уже проходил отдельно в Иерусалиме.
В 2012 году Всемирный прайд-парад вновь проходил в Европе и был приурочен к летним Олимпийским играм в Лондоне.

## Места проведения Европрайдов

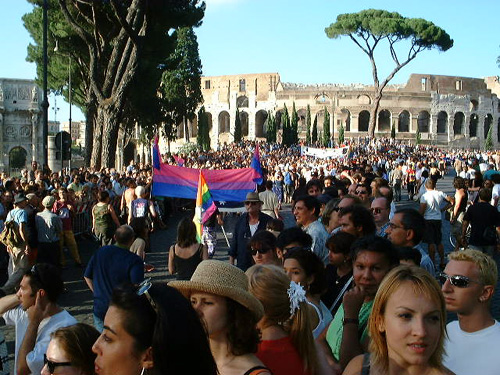
Европрайд-2000

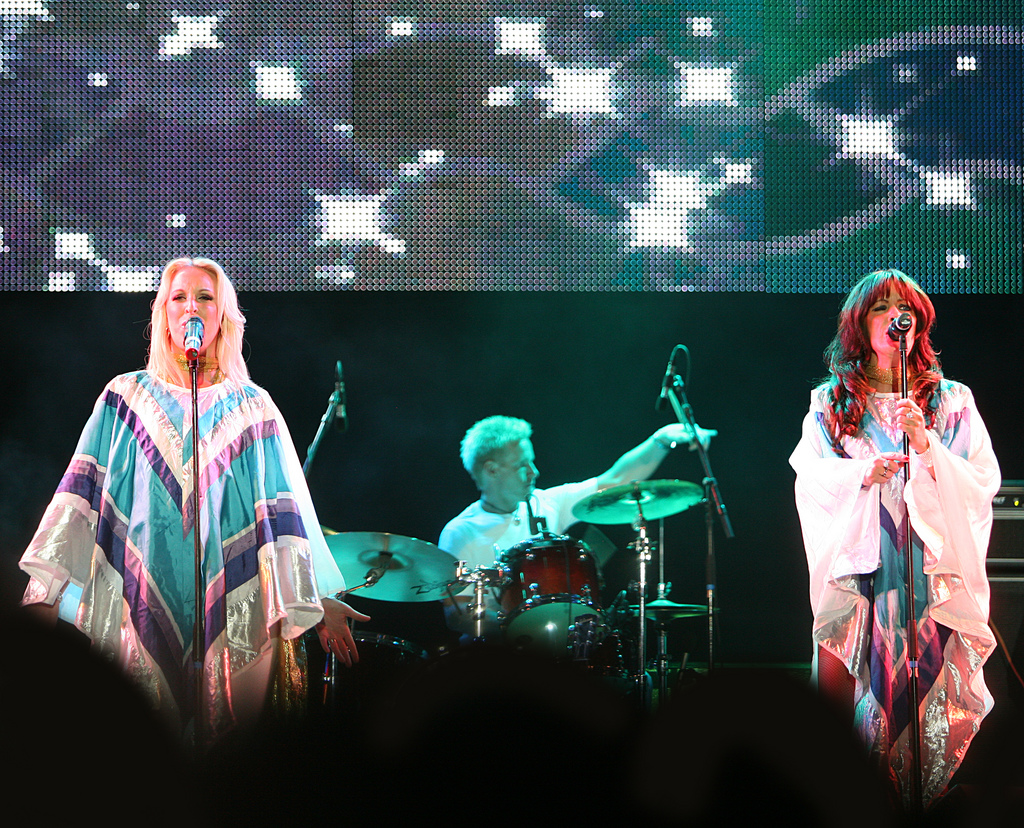
ABBA на Европрайде-2008

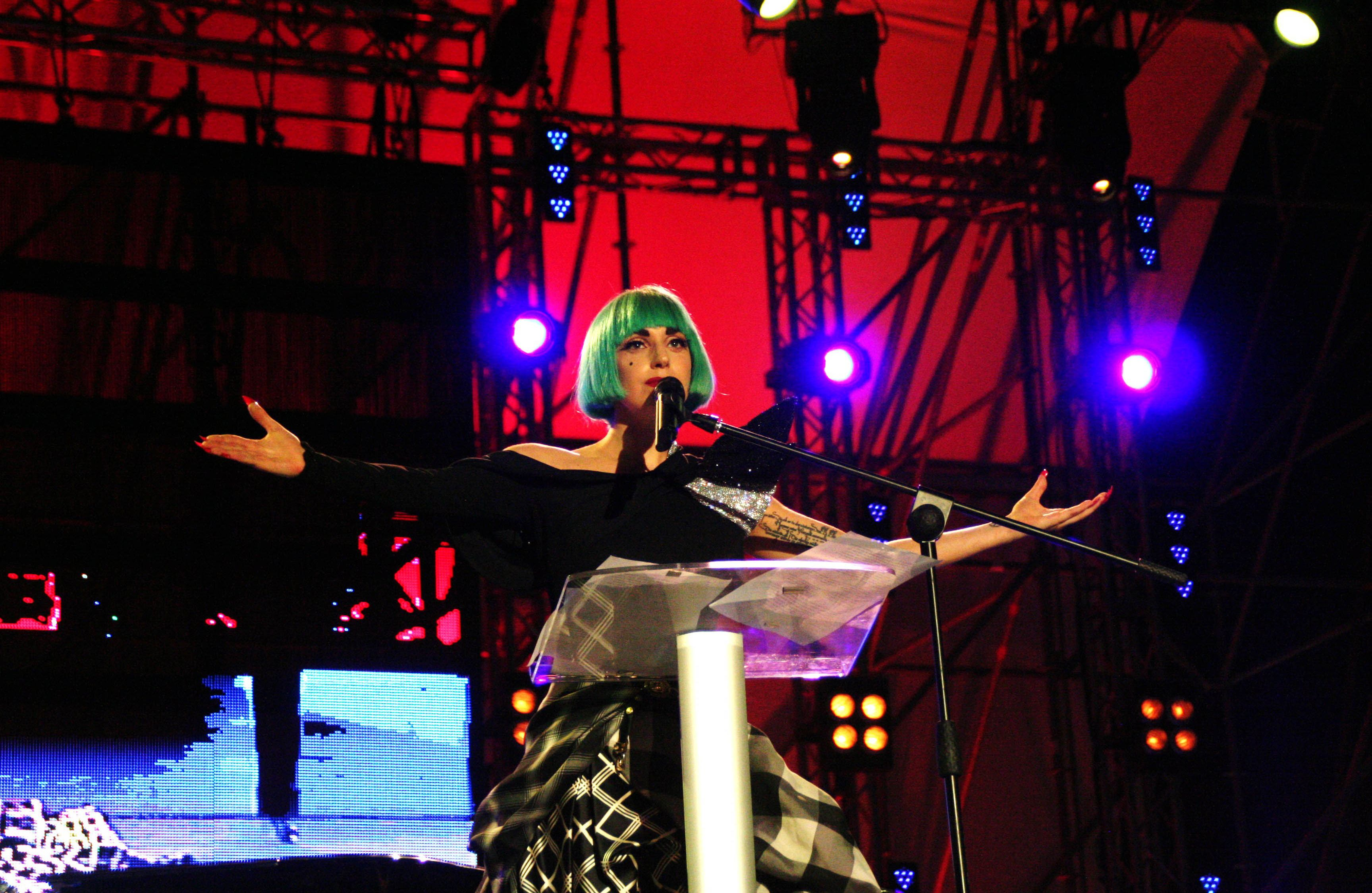
Lady Gaga на Европрайде-2011

| Год  | Место проведения     | Тема                                                               | Период проведения                 | Примерное количество участников (чел.) |
| ---- | -------------------- | ------------------------------------------------------------------ | --------------------------------- | -------------------------------------- |
| 1992 | Лондон               |                                                                    | июнь — июль                       |                                        |
| 1993 | Берлин               |                                                                    | июнь — июль                       |                                        |
| 1994 | Амстердам            |                                                                    | июнь — июль                       | 67 000                                 |
| 1995 | не проводился        | не проводился                                                      | не проводился                     | не проводился                          |
| 1996 | Копенгаген           |                                                                    | июнь — июль                       |                                        |
| 1997 | Париж                |                                                                    | июнь — июль                       |                                        |
| 1998 | Стокгольм            |                                                                    | июнь — июль                       |                                        |
| 1999 | не проводился        | не проводился                                                      | не проводился                     | не проводился                          |
| 2000 | Рим                  | «Мы верим в гордость»                                              | 1—8 июля                          | 500 000                                |
| 2001 | Вена                 |                                                                    | июнь — июль                       |                                        |
| 2002 | Кёльн                | «Кёльн празднует разнообразие»                                     | 15 июня — 7 июля                  | 1 200 000                              |
| 2003 | Манчестер            |                                                                    | июнь — июль                       |                                        |
| 2004 | Гамбург              | "Любовь ломает барьеры"                                            | июнь — июль                       |                                        |
| 2005 | Осло                 |                                                                    | 18—27 июня                        | 70 000—100 000                         |
| 2006 | Лондон               |                                                                    | июнь — июль                       |                                        |
| 2007 | Мадрид               | «Теперь в Европе возможно равенство»                               | 22 июня — 2 июля                  | 2 500 000                              |
| 2008 | Стокгольм            | «Разрушение границ по-шведски»                                     | 25 июля — 3 августа               | 80 000                                 |
| 2009 | Цюрих                | «Сорок лет гордости»                                               | 2 мая — 7 июня                    | 100 000                                |
| 2010 | Варшава              | «Свобода, равенство, терпимость!»                                  | 7—17 июля                         | 8000—15 000                            |
| 2011 | Рим                  | «Гордись собой!»                                                   | 2—12 июня                         | 1 000 000                              |
| 2012 | Лондон               |                                                                    | июнь — июль                       |                                        |
| 2013 | Марсель              | "Европа движется к равенству!"                                     | июнь — июль                       |                                        |
| 2014 | Осло                 |                                                                    | июнь — июль                       |                                        |
| 2015 | Рига                 | Архивная копия от 31 мая 2015 на Wayback Machine                   | июнь — июль                       |                                        |
| 2016 | Амстердам            | «Присоединяйся к нашей свободе, присоединяйся к нам!»              | 26 июля – 7 августа               | ок. 560 000                            |
| 2017 | Мадрид               | «В поддержку ЛГБТИ по всему миру»                                  | 23 июня – 2 июля                  | ок. 3 000 000                          |
| 2018 | Стокгольм и Гётеборг | «Два города, один фестиваль — за объединенную Европу»              | 27 июля – 19 августа              | ок. 60 000                             |
| 2019 | Вена                 | Ви́дения Прайда                                                     | 1 – 16 июня                       |                                        |
| 2020 | Фессалоники          | «Добро пожаловать в будущее, в котором каждый может поучаствовать» | 20 – 28 июня (рекомендуемые даты) |                                        |
| 2021 | Копенгаген           | «Ты – часть»                                                       | 12 – 22 августа                   |                                        |
| 2022 | Белград              | "Время"                                                            |                                   |                                        |
| 2023 | Валлетта             | «Равенство от всего сердца»                                        | 7 – 17 сентября                   | более 38 000                           |
| 2024 | Фессалоники          | "Упорство. Прогресс. Процветание"                                  | 21 – 29 июня                      | ок. 27 000                             |
| 2025 | Лиссабон             |                                                                    | 14 – 21 июня                      |                                        |
| 2026 | Амстердам            |                                                                    | 25 июля – 8 августа               |                                        |
| 2027 | Турин                |                                                                    | 18 июня – 16 июля                 |                                        |